# Igrzyska paralimpijskie

Logo IPC

Igrzyska paralimpijskie (wcześniej igrzyska paraolimpijskie oraz International Stoke Mandeville Games, początkowo Stoke Mandeville Games) – drugie pod względem wielkości zawody sportowe w wielu dyscyplinach dla zawodników z niepełnosprawnościami fizycznymi, w tym także niepełnosprawnych z problemami mobilności, po amputacjach kończyn, z utratą wzroku i porażeniem mózgowym.
Igrzyska paralimpijskie odbywają się co cztery lata, zazwyczaj kilka dni po igrzyskach olimpijskich i są organizowane przez Międzynarodowy Komitet Paralimpijski (ang. International Paralympic Committee). Organizowane są zawody letnie i zimowe.
Igrzyska paralimpijskie zrodziły się z małego spotkania brytyjskich weteranów II wojny światowej w 1948 roku, następnie stały się jednym z największych międzynarodowych wydarzeń sportowych początku XXI wieku. Paralimpijczycy dążą do traktowania na równi z pełnosprawnymi sportowcami olimpijskimi, jednakże istnieje duża różnica w finansowaniu sportowców olimpijskich i paralimpijskich.
W 1960 r. z inicjatywy sir Ludwiga Guttmanna odbyły się pierwsze letnie igrzyska paralimpijskie, zimowe w 1976 roku. Na igrzyskach paralimpijskich można wystartować pod warunkiem uzyskania kwalifikacji, podobnie jak na igrzyskach olimpijskich. Każdoroczne minima są podwyższane ze względu na podnoszenie się poziomu sportowego. Począwszy od letnich igrzysk w 1988 roku i zimowych w 1992 roku igrzyska paralimpijskie odbywają się w tym samym miejscu co igrzyska olimpijskie.

## Historia
Sportowcy niepełnosprawni startowali w igrzyskach olimpijskich przed powstaniem igrzysk paralimpijskich. Pierwszym niepełnosprawnym zawodnikiem, który wziął udział w igrzyskach olimpijskich był niemiecko-amerykański gimnastyk George Eyser w 1904, który miał jedną sztuczną nogę. Węgier Károly Takács startował w imprezach strzeleckich zarówno w 1948 roku, jak cztery lata później. Miał on amputowane prawe ramię, ale mógł strzelać używając lewej ręki. Innym niepełnosprawnym sportowcem, który wystąpił na olimpiadzie zanim odbyła się pierwsza paralimpiada, była Lis Hartel, duńska jeździec, która cierpiała na polio i która w 1952 w Helsinkach i w 1956 w Sztokholmie gdzie odbywały się konkurencje jeździeckie Olimpiady w Melbourne zdobyła dwa srebrne medale w ujeżdżeniu.
Pierwsze wydarzenie zorganizowane dla niepełnosprawnych sportowców w okolicy czasowej igrzysk, odbyło się w dniu otwarcia Letnich Igrzysk Olimpijskich 1948 w Londynie. Organizatorem był Ludwig Guttmann, dyrektor Stoke Mandeville Hospital. W zawodach z 1948 roku brali udział brytyjscy weterani II wojny światowej z urazami rdzenia kręgowego. Celem dr Guttmana było stworzenie równoważnej z igrzyskami olimpijskimi, elitarnej konkurencji sportowej dla osób niepełnosprawnych. Zawody odbywały się ponownie w tym samym miejscu w 1952 roku, gdzie weterani holenderscy uczestniczyli u boku Brytyjczyków. Był to pierwszy międzynarodowy turniej tego rodzaju.
Za pierwsze igrzyska paralimpijskie oficjalnie uznawane są International Stoke Mandeville Games w Rzymie w 1960 roku. Od tego czasu zawody odbywały się regularnie razem z igrzyskami olimpijskimi, choć z różnymi nazwami.
Polska reprezentacja pierwszy raz wzięła udział w igrzyskach International Stoke Mandeville Games w RFN w 1972 roku.

## Nazwa i symbole
Dokładne pochodzenie nazwy Paralympics nie jest znane, ale najprawdopodobniej jest zbitką wyrazów: „paraplegia” (paraplegic) oraz „olimpiada” (Olympic).
Początkowo zawody dla osób niepełnosprawnych, odbywające się w czasie zbliżonym do igrzysk olimpijskich, nazywały się Stoke Mandeville Games od nazwy szpitala dla osób z uszkodzeniami rdzenia kręgowego: Stoke Mandeville Hospital. Pierwsze zawody łucznicze osób z paraplegią, m.in. weteranów z II wojny światowej, odbyły się w tym samym czasie co początek Letnich Igrzysk Olimpijskich 1948 w Londynie. Jak przyznał dyrektor szpitala, Ludwig Guttmann, zawody miały pokazać, że sport nie jest wyłączną domeną ludzi w pełni sprawnych. Pierwszym znanym, pisemnym użyciem nazwy „Paralympic” jest artykuł Davida Hindsa „Alice at the Paralympiad” z 1951 roku w The Cord (tytuł nawiązywał do Alicji w Krainie Czarów). Z innych artykułów The Cord wynika, że zawody były różnie nazywane przez pacjentów i personel szpitala, w tym „Paraolympics of Stoke Mandeville” oraz „Paraplegic Olympics”. Mimo że za pierwsze igrzyska paralimpijskie oficjalnie uznawane są International Stoke Mandeville Games w Rzymie w 1960 roku, to tytuł „Paralympic Games” został po raz pierwszy oficjalnie użyty podczas igrzysk w 1988 roku.
Słowa Paralympics oraz Paraolympics początkowo były używane zamiennie w języku angielskim, jednak ostatecznie przetrwała forma bez „o”. Podobnie w innych językach zrezygnowano z litery „o”, na przykład w języku hiszpańskim, gdzie w okolicach igrzysk w Barcelonie 1992 zmieniono oficjalnie nazwę z Juegos Paraolímpicos na Juegos Paralímpicos.
W języku polskim do 2023 roku oficjalnym tłumaczeniem były „igrzyska paraolimpijskie”, jednak na igrzyskach w 2024 roku już oficjalnie używano nazwy „igrzyska paralimpijskie”. Nazwę zmienił przy tym Polski Komitet Paralimpijski i rekomendował użycie słów „paralimpijka” oraz „paralimpijczyk” dla osób biorących udział w tych zawodach. 13 lipca 2023 roku zmienione zostały również polskie ustawy w tym w szczególności ustawa o sporcie. Zdaniem Rady Języka Polskiego przymiotnik „paralimpijski” jest niezgodny z polskim systemem językowym oraz tradycją, ale przewodnicząca RJP w późniejszym stanowisku przyznała, że obie formy należy uznać za dopuszczalne (tradycyjną z „o” i instytucjonalną bez „o”).
„Dusza w ruchu” to motto ruchu paralimpijskiego. Symbolem ruchu paralimpijskiego są trzy znaki Agito (łac. jestem w ruchu) w kolorach najczęściej występujących na flagach świata: czerwonym, niebieskim i zielonym. Symbol Agito jest silnie związany z mottem Międzynarodowego Komitetu Paralimpijskiego: Dusza w ruchu.

## Klasyfikacja
Biorąc pod uwagę szeroki zakres niepełnosprawności na igrzyskach paralimpijskich, istnieje kilka kategorii, w których zawodnicy rywalizują. Dopuszczalne niepełnosprawności są podzielone na sześć głównych kategorii. Kategorie te są następujące: po amputacji, porażenie mózgowe, niepełnosprawność intelektualna, wózek inwalidzki, niewidomi oraz „Les Autres” (dosł. „inni”). Do ostatniej z tych kategorii należą sportowcy z niepełnosprawnością, która nie należy do pozostałych pięciu kategorii, jak m.in. karłowatość, stwardnienie rozsiane i wrodzone zaburzenia. Kategorie te są w dalszym podziale na klasyfikacje, które zależne są od dyscypliny.

### Kategorie
Międzynarodowy Komitet Paralimpijski ustanowił sześć kategorii niepełnosprawności. Zawodnicy mający jedną z tych niepełnosprawności są w stanie konkurować na Igrzyskach Paralimpijskich, choć nie każdy sport może umożliwić start w danej kategorii niepełnosprawności. Kategorie te odnoszą się zarówno do Igrzysk odbywających się latem, jak i zimą.
- Amputacja: sportowcy o częściowej lub całkowitej utracie co najmniej jednej kończyny.
- Porażenie mózgowe: zawodnicy z nierozwijającym się uszkodzeniem mózgu, np. porażenie mózgowe, urazowe uszkodzenie mózgu, udar lub podobna niepełnosprawność wpływająca na kontrole mięśni, równowagi lub koordynacji.
- Niepełnosprawność intelektualna: sportowcy ze znacznym upośledzeniem funkcjonowania intelektualnego i ograniczeń związanych z zachowaniami adaptacyjnymi. Międzynarodowy Komitet Olimpijski zajmuje się przede wszystkim sportowcami z niepełnosprawnością fizyczną, ale grupa niepełnosprawności intelektualnej została dodana do niektórych igrzysk paralimpijskich. Ta grupa obejmuje tylko nieliczną liczbę sportowców z niepełnosprawnością intelektualną. Ponadto organizowane przez Międzynarodowy Komitet Olimpijski światowe igrzyska olimpijskie są otwarte dla wszystkich osób z niepełnosprawnością intelektualną.
- Wózek inwalidzki: zawodnicy z urazami rdzenia kręgowego i innymi niepełnosprawnościami, które wymagają od nich konkurować na wózku inwalidzkim.
- niewidomi: zawodnicy z wadami wzroku, od częściowego widzenia do całkowitej ślepoty. Przewodnicy sportowców z upośledzeniem wzroku są bardzo ważną i podstawową częścią konkursu. Zawodnika i jego przewodnika uważa się za zespół i oboje są kandydatami do medalu.
- Les Autres: sportowcy z niepełnosprawnością fizyczną, która nie wchodzi ściśle w ramach jednej z pięciu innych kategorii, takich jak karłowatość, stwardnienie rozsiane lub wady kończyn, spowodowane między innymi przez zanieczyszczenia talidomidu (nazwa tej kategorii to po francusku „inni”).

## Poziom sportowy
Paralimpijczycy mimo ograniczeń w pewnych aspektach życia są mocno wytrenowani w robieniu tego, co u danej jednostki niepełnosprawności nie przeszkadza. Charakteryzują się więc wydolnością fizyczną i możliwościami znacznie przewyższającymi możliwości człowieka, który nie jest sportowcem. Skutecznie potrafią nawiązać rywalizację z pełnosprawnymi sportowcami. Przykłady:
- Natalia Partyka – polska tenisistka stołowa, uczestniczka igrzysk olimpijskich w Pekinie 2008 i Londynie 2012, medalistka igrzysk paralimpijskich,
- Jiří Ježek – czeski kolarz, paraolimpijczyk, który startując w 2008 w otwartych kolarskich Mistrzostwach Europy Środkowej Amatorów (z udziałem kolarzy zawodowych, także z pierwszej dywizji) na trudnej, przeszło 200-kilometrowej trasie zajął trzecie miejsce. Czech jechał bez prawej nogi[16],
- Natalie du Toit – zawodniczka reprezentująca Republikę Południowej Afryki w pływaniu, uczestniczka igrzysk olimpijskich w Pekinie 2008 oraz igrzysk paraolimpijskich,
- Oscar Pistorius – zawodnik reprezentujący Republikę Południowej Afryki, biegacz, który na igrzyskach olimpijskich w Londynie w 2012 r. dotarł do półfinału na 400 m, startuje również w igrzyskach paraolimpijskich.

## Dyscypliny paralimpijskie
Igrzyska letnie:
- Łucznictwo
- Lekkoatletyka
- Boccia
- Kajakarstwo
- Kolarstwo
- Jeździectwo
- Piłka nożna drużyny 5
- Piłka nożna drużyny 7
- Goalball
- Judo
- Podnoszenie ciężarów
- Wioślarstwo
- Żeglarstwo
- Strzelanie
- Pływanie
- Tenis stołowy
- Siatkówka
- Koszykówka na wózkach
- Szermierka na wózkach
- Rugby na wózkach
- Tenis na wózkach

Igrzyska zimowe:
- Biathlon
- Hokej na siedząco (ang. Ice Sledge Hockey)
- Narciarstwo biegowe
- Narciarstwo alpejskie
- Curling na wózkach